# Língua aluku
A língua aluku é o idioma falado pelo povo aluku, que pode ter mais de 5 mil falantes nativos; no entanto, o censo de 1980, na Guiana Francesa não revelou contagens exatas, como muitos dos respondentes também eram bilíngue com o francês. A língua está atualmente em perigo de extinção.
A língua aluku é um crioulo de base inglês (herdada das colônias britânicas no Suriname), bem como também influenciado pelo neerlandês, línguas africanas e, mais recentemente pelo francês. Ela também foi influenciada pelas línguas faladas pelos pamaka e ndjuka, e é semelhante às línguas faladas pelos paramacanos e kwinti e pelo patoá jamaicano.